# Austestadholmane
Austestadholmane est une île dans le landskap Sunnhordland du comté de Vestland. Elle appartient administrativement à Bjørnafjorden.

## Géographie
Rocheux, il s'agit de trois ilots à fleur d'eau dont celui du centre est couvert d'arbres alors que les deux autres sont désertiques. Ils s'étendent sur environ 142 m de longueur pour une largeur approximative de 109 m.